# Padišah
Padišah, (perzijski: پادشاه, turski: padişah) je najviši vladarski naslov perzijskog podrijetla, koji se sastoji od perzijskog pād "gospodar" (ili pati iz staroperzijskog) i shah "kralj". Vjerojatno se radi o naslovu koji vuče podrijetlo iz ahemenidskog vremena i označava vladara kao "velikog kralja". U upotrebi je jednak naslovu rimskog cara, perzijskom šahanšah ("kralj kraljeva") ili indijskom maharadži ("veliki kralj"). Nositelj ovog naslova je iznad običnog kralja. Također je i jedan od naslova za boga Ahuru Mazdu.

### Povijesna upotreba
Vladari sljedećih azijskih carstava su koristili naslov padišaha:
- Šahanšah iz Irana (Kralj kraljeva Perzije), ahemenidskog i sasanidskog podrijetla.
- Sultan Osmanskog carstva
- Car Mogulskog carstva.